# Aslög Nylund
Aslög Margaretha Nylund, född 22 mars 1909 i Mariehamn, död 1992, var en åländsk skeppsredare. 
Nylund, som var dotter till sjökapten, vicekonsul Erik Claes Nylund och Elin Erika Karolina Sundström, avslutade åttaklassigt läroverk 1927. Hon hade ursprungligen för avsikt att bli sjuksköterska, men kom att överta faderns rörelse. Hon studerade vid Bar-Lock-institutet i Stockholm 1930 och vid The Polytechnic i London 1935. Hon var verkställande direktör i Rederi Ab Yrsa och Firma Erik Nylund från 1944.